# Rachelle Boone-Smith
Rachelle Boone-Smith, född 30 juni 1981, är en amerikansk friidrottare (kortdistanslöpare).
Boone-Smith första internationella mästerskap var inomhus VM 2004 där hon åkte ut i semifinalen. Året efter på VM i Helsingfors blev hon tvåa efter landsmannen Allyson Felix.

## Personliga rekord
- 100 meter - 11,13
- 200 meter - 22,22